# Cmentarz komunalny przy ul. Turkusowej w Toruniu
Nowy cmentarz ewangelicki na Stawkach w Toruniu (oficjalna nazwa: Cmentarz komunalny przy ul. Turkusowej) – nieistniejący cmentarz, znajdujący się przy ulicy Turkusowej 24 na Stawkach w Toruniu. Cmentarz zajmował powierzchnię ok. 0,25 ha.
Początkowo obiekt ten był znany jako cmentarz przy ulicy Włocławskiej, jednak ze względu na rozbudowę osiedla Piaski i wytyczenie nowych ulic doszło do zmiany nazwy adresu. W źródłach pojawia się również błędna lokalizacja przy ulicy Rubinowej.
Na cmentarzu chowano mieszkańców Rudaka i Stawkach. Powstał on w wyniku przepełnienia cmentarza ewangelickiego, położonego przy dzisiejszej ulicy Łącznej. Nekropolię wybudowano na działce zakupionej od Augusta Sodtkego. Nowy obiekt miał być jednak cmentarzem komunalnym, nie zaś ewangelickim. Cmentarz oddano do użytku prawdopodobnie w 1912 roku. Prawdopodobnie cmentarz nie zdążył się całkowicie zapełnić do 1945 roku w wyniku spadku liczby ludności ewangelickiej po przyłączeniu Stawek i Rudaka do II Rzeczypospolitej w 1920 roku. Nie wiadomo, czy na cmentarzu chowano osoby wyznania katolickiego. Według dokumentów z 1940 roku, nekropolia należała do ewangelickiej grupy wyznaniowej Rudak-Stawki. Po II wojnie światowej cmentarz popadł w zapomnienie. Do 1994 roku zachowały się trzy nagrobki. W 2006 roku teren cmentarza splantowano. W 2015 roku Wydział Środowiska i Zieleni Urzędu Miasta postawił głazy na miejscu dawnego cmentarza oraz zamontował tabliczki informacyjne.